# La Delfina Bizantina
La Delfina Bizantina è un romanzo del 1986 dello scrittore italiano Aldo Busi.
Nel 1987 il libro è stato finalista al Premio Bergamo.

## Trama
La protagonista del romanzo, figlia naturale di una donna di Piangipane, località in provincia di Ravenna, e del militare fascista Albigian, millanta di discendere da esuli russi della Rivoluzione d'ottobre e si è data per questo il nome di Anastasia Kuncewicz. Sposatasi col ravennate Onofrio Cofani, dà alla luce una bimba, che chiama Teodora e che appare ben presto incline a un'acuta obesità. Nel tentativo di tenere sotto controllo il suo peso, Anastasia le fa prendere lezioni di danza classica dalla signorina Scontrino, ma con scarsi risultati.
Quando Teodora ha quattordici anni, il padre la porta in gita sull'Appennino tosco-emiliano senza la moglie perché desidera farla pattinare; in realtà egli è inconsciamente attratto dalle sue abbondanti carni. Raggiunto da Anastasia, Onofrio ha una crisi epilettica in seguito alla quale è costretto ad una condizione di semi-infermità, che però gli consente di portare avanti la sua passione per il bricolage, con tanto di fiamma ossidrica e saldatrice. Anastasia assume una donna di nome Amilcara, già ospite di un manicomio, perché badi a lui, finché un giorno non viene trovato il suo giaciglio carbonizzato con pochi resti inceneriti misti a metallo.
Anastasia, rimasta vedova, coltiva progetti imprenditoriali sui terreni ereditati dal marito presso la basilica di Sant'Apollinare in Classe, ma vi è un ostacolo: un piccolo appezzamento, posseduto dall'ex giornalaia Brunilì Rakam, che interrompe la proprietà e che la megera, una vecchia senza parenti, si rifiuta di vendere. Anastasia incarica Amilcara, rimasta alle sue dipendenze, di avvelenare la Rakam in un modo che non lasci tracce. Il delitto, dopo qualche difficoltà, riesce, e Anastasia può così inaugurare un lussuoso campeggio chiamato La Delfina Bizantina. Sua socia in affari diviene la signorina Scontrino; a lavorare nella struttura assume, oltre ad Amilcara, la pazza Scopina, il giovanotto spagnolo Paquito, sedotto e abbandonato dal conte Eutifrone degli Insaccati che ha con Anastasia degli affari controversi, la transessuale Vulvia, latrice di una lettera che sembra indicare che Onofrio sia vivo e risieda a Istanbul, cosa che manda Anastasia in confusione.
Anastasia è molto attratta dai gemelli Farfarello, che sono ospiti del camping con i loro genitori, intenzionati a fondare una setta religiosa per vivere alle spalle dei loro adepti. Nella speranza di diventare loro intima, accetta di sottoporsi ai riti d'iniziazione, durante i quali viene ripetutamente violentata dai gemelli. Duramente provata in seguito a ciò, si ritrova ad organizzare la festa di mezza estate della Delfina Bizantina; prima di un combattimento tra Amilcara e Vulvia che deve costituire una delle attrazioni della festa, sale sul ring Teodora, abbigliata e acconciata in modo da somigliare alla madre, che vedendola in tale sembianze per l'emozione ha un collasso ma poi si riprende, mentre la figlia è andata a sfogarsi in discoteca.
Pentitasi di aver concesso un prestito al conte Eutifrone, Anastasia incarica Paquito di assassinarlo durante una rappresentazione lirica alla Rocca Brancaleone, ma lo spagnolo sbaglia persona, uccidendo un altro omosessuale che gli assomiglia.
Un giorno Teodora riceve una telefonata da una locanda di Piangipane per andare a riprendere il corpo di sua madre ivi deceduta, vicino al luogo che l'aveva vista nascere. Sulla via del ritorno offre a un gruppo di uomini fermi in una stazione di servizio la possibilità di avere un rapporto sessuale con la madre, sostenendo che sia una sua eccentrica amica che finge di essere morta. Gli spasmi fanno però rinvenire Anastasia, la cui morte era solo apparente. Essa è disposta a passare sopra al fatto scabroso, ma Tedora si trafigge con un ago di bilancia che la madre le aveva dato molti anni prima.

## Personaggi
Anastasia Kuncewicz
La protagonista della storia. Non viene rivelato il suo nome di battesimo; a Piangipane era soprannominata, da giovane, Antavléva ("Non ti volevo" nella parlata locale).
Onofrio Cofani
Marito di Anastasia.
Teodora Cofani
Figlia di Onofrio e Anastasia.
Adelaide, detta La signorina Scontrino e in precedenza Mimì Schisciada
Da giovane, donna di facili costumi, poi tenutaria di un bordello, insegnante di danza classica, tesoriera di un nuovo ordine religioso femminile, infine socia in affari di Anastasia.
Amilcara
Dipendente di Anastasia, prima come badante di Onofrio, poi come tuttofare e cuoca alla Delfina Bizantina. Diventa transessuale e si fa chiamare Amilkan; in questo ruolo è occasionalmente l'amante di Anastasia.
Il tenente Albigian
Padre naturale di Anastasia. Seguace di Gabriele D'Annunzio a Fiume, poi fervente fascista e aderente alla Repubblica Sociale, dopo la Seconda guerra mondiale si reinventa mercenario.
Il Sindaco
Amico di Onofrio, col quale gioca a dama e che porta in giro in automobile quando questi si ritrova infermo. Dopo la sua morte diventa un assiduo frequentatore della Delfina Bizantina.
Brunilì Rakam
Vecchia giornalaia in pensione di Classe, dalla cattiva fama.
Il conte Eutifrone degli Insaccati
Noto omosessuale, proprietario di un salumificio in provincia di Modena. Appassionato di lirica e grande fan del soprano iraniano Nelly Nellah.
Donna Dulcis degli Insaccati
Madre di Eutifrone. Anastasia chiama le sue cagne col suo nome.
Devoto Giuseppe Farfarello
Impiegato di banca, ospite della Delfina Bizantina con la sua famiglia.
Maria, detta la signora Hitlerine
Moglie di Devoto Giuseppe Farfarello, di origine austriaca.
Fritz e Moritz Farfarello
Gemelli concupiti da Anastasia, figli dei precedenti.
Paquito Carnero
Giovane di Tomemolo, nella Mancia, figlio di un boia franchista, del quale tiene la garrota come ricordo. Dopo il suo congedo dal servizio militare è sedotto da Eutifrone, che poi lo abbandona.
Carlino
Giovane ferrarese, nuovo amante di Eutifrone.
Fulvio Nascinpene, detto Vulvia
Transessuale che capita alla Delfina Bizantina una notte, dopo essere stata rapinato, con una lettera apparentemente di Onofrio. Viene assunto come aiutante di Amilcara-Amilkan e si cimenta in numeri di equilibrismo col nome d'arte di Sicionia la Giocoliera di Dio.
Scopina
Pazza fuggita dal manicomio così chiamata per la sua mania della pulizia. È incontrata in treno da Anastasia che, mossa a pietà, la prende con sé.
Il guardiano del canile di Ferrara
Da lui va Anastasia a scegliere i suoi cani. Tra le sue mancanze, c'è quella di non conferire all'inceneritore le carcasse dei cani morti ma di farle mangiare agli altri animali del canile. È tra gli uomini che hanno un rapporto sessuale con Anastasia alla stazione di servizio; quando questa rinviene, egli batte la testa e muore.
Don Basilio Ferluci
Conoscente di Anastasia, esperto di Vangeli apocrifi. Diventa monsignore e, dopo l'ascesa al soglio pontificio di Bertino I, del quale è confessore, cardinale.
Bertino I
Fratello di Donna Dulcis. Dopo la sua elezione a papa, introduce dei riti a forte carattere scatologico.

## Edizioni
- Aldo Busi, La Delfina Bizantina, collana Scrittori italiani e stranieri, Milano, Mondadori, 1986, ISBN 88-04-29878-2.
- Aldo Busi, La Delfina Bizantina, Milano, Club degli Editori, 1986.
- Aldo Busi, La Delfina Bizantina, collana I gabbiani, postfazione di Andreina Delvecchio, n. 41, Milano, Mondadori, 1992, ISBN 88-04-36447-5.